# Saison 3 de The Last Man on Earth
Chronologie
Saison 2 Saison 4
Cet article présente le guide des épisodes de la troisième saison de la série télévisée américaine The Last Man on Earth.

## Généralités
- Aux États-Unis, la saison a été diffusée du 25 septembre 2016 au 7 mai 2017 sur le réseau FOX.
- Au Canada, elle a été diffusée en simultanée le réseau Citytv[1].

## Distribution

### Acteurs principaux
- Will Forte (VF : Antoine Nouel) : Phil « Tandy » Miller
- Kristen Schaal (VF : Audrey Sablé) : Carol Pilbasian
- January Jones (VF : Nathalie Karsenti) : Melissa Chartres
- Mel Rodriguez (VF : Jérôme Pauwels) : Todd
- Mary Steenburgen (VF : Maïté Monceau) : Gail Klosterman
- Cleopatra Coleman (VF : Aurélie Nollet) : Erica

### Acteurs récurrents et invités
- Kenneth Choi (VF : Pascal Nowak) : Lewis (épisodes 1 à 11)
- Mark Boone Junior (VF : Sylvain Lemarié) : Pat Brown (épisodes 1 et 18)
- Jon Hamm (VF : Bruno Choël) : Darrell (épisode 1)
- Kristen Wiig : Pamela Brinton[2] (épisodes 10 et 18)
- Keith L. Williams : Jasper (épisodes 13 à 18)

## Épisodes

### Épisode 1:Peinture sur jean
- États-Unis /  Canada : 25 septembre 2016 sur FOX[3] / Citytv
- France : 18 juillet 2017 sur Canal+

- États-Unis : 2,23 millions de téléspectateurs[4] (première diffusion)

- Mark Boone Junior (Pat Brown)
- Jon Hamm (Darrell)

### Épisode 2:Il a mouru
- États-Unis /  Canada : 2 octobre 2016 sur FOX / Citytv
- France : 18 juillet 2017 sur Canal+

- États-Unis : 2,50 millions de téléspectateurs[5] (première diffusion)

### Épisode 3:Tout le monde au régime
- États-Unis /  Canada : 16 octobre 2016 sur FOX / Citytv
- France : 19 juillet 2017 sur Canal+

- États-Unis : 2,66 millions de téléspectateurs[6] (première diffusion)

### Épisode 4:L'Arche de Noé
- États-Unis /  Canada : 23 octobre 2016 sur FOX / Citytv
- France : 19 juillet 2017 sur Canal+

- États-Unis : 2,14 millions de téléspectateurs[7] (première diffusion)

### Épisode 5:La Fée électricité
- États-Unis /  Canada : 6 novembre 2016 sur FOX / Citytv
- France : 20 juillet 2017 sur Canal+

- États-Unis : 2,13 millions de téléspectateurs[8] (première diffusion)

### Épisode 6:Red et Andy
- États-Unis /  Canada : 13 novembre 2016 sur FOX / Citytv
- France : 20 juillet 2017 sur Canal+

- États-Unis : 2,64 millions de téléspectateurs[9] (première diffusion)

### Épisode 7:La Planque de maman
- États-Unis /  Canada : 20 novembre 2016 sur FOX / Citytv
- France : 21 juillet 2017 sur Canal+

- États-Unis : 2,04 millions de téléspectateurs[10] (première diffusion)

### Épisode 8:Whitney Houston, on a un problème
- États-Unis /  Canada : 4 décembre 2016 sur FOX / Citytv
- France : 21 juillet 2017 sur Canal+

- États-Unis : 2,48 millions de téléspectateurs[11] (première diffusion)

### Épisode 9:Si t'es heureuse, montre-le!
- États-Unis /  Canada : 11 décembre 2016 sur FOX / Citytv
- France : 24 juillet 2017 sur Canal+

- États-Unis : 2,21 millions de téléspectateurs[12] (première diffusion)

### Épisode 10:Ma vie dans un bunker
- États-Unis /  Canada : 5 mars 2017 sur FOX[13] / Citytv
- France : 24 juillet 2017 sur Canal+

- États-Unis : 2,19 millions de téléspectateurs[14] (première diffusion)

- Kristen Wiig (Pamela Brinton)
- Laura Dern (Catherine)
- Timothy V. Murphy (Benjamin Brinton)

### Épisode 11:L'Esprit de Saint Lewis
- États-Unis /  Canada : 12 mars 2017 sur FOX / Citytv
- France : 25 juillet 2017 sur Canal+

- États-Unis : 2,04 millions de téléspectateurs[15] (première diffusion)

### Épisode 12:Les Secrets de Melissa
- États-Unis /  Canada : 19 mars 2017 sur FOX / Citytv
- France : 25 juillet 2017 sur Canal+

- États-Unis : 1,97 million de téléspectateurs[16] (première diffusion)

### Épisode 13:Trouver cette chose il faut
- États-Unis /  Canada : 26 mars 2017 sur FOX / Citytv
- France : 26 juillet 2017 sur Canal+

- États-Unis : 1,97 million de téléspectateurs[17] (première diffusion)

### Épisode 14:L'Enfant très sauvage
- États-Unis /  Canada : 2 avril 2017 sur FOX / Citytv
- France : 26 juillet 2017 sur Canal+

- États-Unis : 1,74 million de téléspectateurs[18] (première diffusion)

### Épisode 15:Pique-nique
- États-Unis /  Canada : 23 avril 2017 sur FOX / Citytv
- France : 27 juillet 2017 sur Canal+

- États-Unis : 1,73 million de téléspectateurs[19] (première diffusion)

### Épisode 16:Le Grand Jour
- États-Unis /  Canada : 30 avril 2017 sur FOX / Citytv
- France : 27 juillet 2017 sur Canal+

- États-Unis : 1,96 million de téléspectateurs[20] (première diffusion)

### Épisode 17:À l'aube d'une ère nouvelle
- États-Unis /  Canada : 7 mai 2017 sur FOX / Citytv
- France : 28 juillet 2017 sur Canal+

- États-Unis : 1,8 million de téléspectateurs[21] (première diffusion)

### Épisode 18:Direction Zihuatanejo
- États-Unis /  Canada : 7 mai 2017 sur FOX / Citytv
- France : 28 juillet 2017 sur Canal+

- États-Unis : 1,8 million de téléspectateurs[21] (première diffusion)